# Teponapa
Teponapa är en ort i Mexiko.   Den ligger i kommunen Santa María Pápalo och delstaten Oaxaca, i den sydöstra delen av landet, 300 km sydost om huvudstaden Mexico City. Teponapa ligger 1 480 meter över havet och antalet invånare är 187.
Terrängen runt Teponapa är varierad. Runt Teponapa är det glesbefolkat, med 11 invånare per kvadratkilometer. Närmaste större samhälle är Santa María Tlalixtac, 12,6 km norr om Teponapa. I omgivningarna runt Teponapa växer i huvudsak städsegrön lövskog.